# コメディ映画
コメディ映画（コメディえいが、英語: comedy film）、ないし、喜劇映画（きげきえいが）は、ユーモアに重点を置いた映画のジャンルである。これらの映画は聴衆から笑いを引き出すために制作されている。コメディは、一般的に陽気なドラマであり、観客を楽しませエンターテインメントとして作られている。コメディというジャンルでは、しばしばユーモラスな状況、話し方、アクションやキャラクターが誇張される。
コメディは、古くから存在する映画のジャンルで、そして最も多作かつ人気なもののひとつである。サイレント映画時代のコメディは、音響よりも視覚的アクションや物理的なユーモアに依存していた。初期のコメディの形式のひとつであるスラップスティックである。